# Scott Vandergrift
Scott Vandergrift (* 1940 in Ocoee) ist ein ehemaliger US-amerikanischer Lokalpolitiker (Republikanische Partei) und früherer Bürgermeister der Stadt Ocoee im Bundesstaat Florida.

## Biografie
Vandergrifts Vorfahren zogen in den 1930er Jahren in die Gegend von Ocoee. Zum Zeitpunkt seiner Geburt lebten nur etwa 750 Menschen in der heutigen Stadt mit über 35.000 Einwohnern.
Vandergrift studierte Management and Marketing, erreichte den Bachelor of Science und diente von 1958 bis 1960 in der US Navy. Er ist gelernter Immobilienmakler mit über 30 Jahren Berufserfahrung. Unter anderem war er Vorstandsmitglied der Handelskammer von West Orange (im Orange County) sowie von 1967 bis 1969 Kommissionsmitglied der Stadt Ocoee.
Vandergrift wurde 1992 zum zweiten Mal zum Bürgermeister von Ocoee gewählt. Davor hatte er dieses Amt bereits von 1973 bis 1975 inne. Seiner eigenen Aussage nach war und ist es ihm ein hohes Anliegen, trotz des enormen Bevölkerungswachstums die kleinstädtische Atmosphäre Ocoees zu erhalten.
Am 31. Juli 2015 trat Vandergrift während der neunten Amtsperiode vorzeitig von seinem Amt als Bürgermeister aus Altersgründen zurück.
Vandergrift war 22 Jahre lang mit seiner Ehefrau Beth verheiratet, die 2013 an Krebs verstarb. Aus der Ehe gingen ein Sohn sowie zwei Töchter hervor.